# Vom Bordstein bis zur Skyline
Vom Bordstein bis zur Skyline – pierwszy studyjny album niemieckiego rapera Bushido nagrana w lipcu 2003 roku jeszcze w wytwórni Aggro Berlin. Płytę promowały utwory Bei Nacht oraz Gemein wie 10. Jest to jego pierwsza płyta, która została zakazana przez niemieckie BPjM (Federal Department for Media Harmful to Young Persons).

## Lista utworów
1. Electrofaust 2:12
2. Bushido feat. Billy13 4:49
3. Bei Nacht 3:23
4. Berlin 3:13
5. Vaterland feat. Fler 3:21
6. Eine Kugel reicht 4:48
7. Pitch Bitch 0:42
8. Mein Revier 4:44
9. Renn feat. A.i.d.S 4:35
10. Gemein wie 10 3:50
11. Streetwars 0:34
12. Tempelhof Rock feat. Joek2 4:07
13. Asphalt feat. Fler 4:04
14. Stupid White Man feat. Sahira  4:42
15. Zukunft feat. Fler 3:44
16. Dreckstueck feat. Fler 5:23
17. Pussy 4:19
18. Vom Bordstein bis zur Skyline feat. Fler 3:52
19. Outro feat. Sahira 3:02